# Трубецкая улица (Балашиха)
Трубецкая улица (бывшее Северное шоссе) — улица в квартале Никольско-Трубецкой (бывшем селе Никольско-Трубецкое) и микрорайоне Балашиха-Парк (22-й мкр.) города Балашиха Московской области.

## Описание
Трубецкая улица является главной транспортной магистралью в квартале Никольско-Трубецкой и северной границей нового жилого микрорайона Балашиха-Парк.
Начинается на регулируемом Т-образном перекрёстке со Щёлковским шоссе, отходя от него в юго-восточном направлении, вскоре меняя его на восточное.
Затем спускается в долину левого притока реки Пехорка — речки Малашка, текущей из района Медвежьих озёр мимо квартала Горбово. После речки, снова поднявшись на возвышенность, улица минует расположенный с южной стороны храм Рождества Богородицы с Никольско-Трубецким кладбищем. В этом же месте на север отходит проезд, ведущий в Горбово.
Далее через несколько частных домов главная дорога поворачивает на юг, переходя в улицу Свердлова, а Трубецкая улица продолжается на восток, вдоль северной границы начинающегося за перекрёстком микрорайона Балашиха-Парк. Здесь улица пересекается высоковольтной линией электропередачи, проходящей по диагонали через весь микрорайон. Заканчивается улица площадкой с конечной остановкой маршрутных такси, продолжение же проезда ведёт к оборонному комплексу с расположенными вокруг него лесными массивами Озёрного лесопарка.
Нумерация домов — от Щёлковского шоссе.

## Здания и сооружения
Нечётная сторона
Чётная сторона
- № 52 — Храм Рождества Богородицы, построен в 1862 году, церковь бывшего села Никольское-Трубецкое

Микрорайон Балашиха-Парк:
- № 102
- № 104
- № 106
- № 108